# Виши сисари
Виши сисари (лат. Eutheria, [Еутерија] — „праве звијери”) или сисари са постељицом, је кладус вивипарних сисара.
С нестанком диносауруса крајем креде отворио се нови животни простор за до тада релативно мале сисаре. Две групе сисара које су до тада постојале, развиле су свака велики број нових врста, торбари у Јужној Америци и Аустралији, а виши сисари на другим континентима. 
Данас виши сисари својим бројем врста и јединки доминирају кичмењацима на свим континентима осим Аустралије и Антарктика.

## Етимологија назива
| Кладус:  | Поријекло назива од: | Значење назива: |
| -------- | --- | --------------- |
| Eutheria | - старогрчке ријечи еу (стгрч. εὐ), што значи добро или правилно - и старогрчке ријечи терион (стгрч. θήριον), што значи звијер | праве звијери   |

Један од назива који је у употреби је „виши сисари“, он је одабран, како би се обележила еволуцијска надмоћ и разноврсност врста насупрот другим подразредима. У данашње време се сматра проблематичним представљање једне животињске групе „надређеном“ некој другој групи. Преживљавање неке групе животиња зависи од њихове животне средине као и од фактора случаја. Међутим, тај се појам одржао.

## Систематика

### Класификација
| - Кладус: Eutheria (виши сисари) - Инфракласа: Placentalia (Owen, 1837) (плаценални сисари) - Магнред: Atlantogenata (Waddell, 1999) (јужни плацентални сисари) - Магнред: Boreoeutheria (Springer & de Jong, 2001) (сјеверни плацентални сисари) - Ред: †Palaeoryctida (Averianov, 2003) - Ред: †Taeniodonta (Cope, 1876) - Породица: †Procerberidae (Sloan & Van Valen, 1965) - Род: †Alveugena (Eberle, 1999) - Род: †Ambilestes (Fox, 2015) - Кладус: †Tamirtheria (Velazco , 2022) - Ред: †Asioryctitheria (Novacek, 1997) - Ред: †Cimolesta (McKenna, 1975) - Ред: †Zalambdalestida (Gheerbrant & Teodori, 2021) - Ред: †Leptictida (McKenna, 1975) - Породица: †Adapisoriculidae (Van Valen, 1967) - Породица: †Zhelestidae (Nessov, 1985) - Род: †Acristatherium (Hu, 2010) - Род: †Bobolestes (Nessov, 1985) - Род: †Endotherium (Shikama, 1947) - Род: †Juramaia (Luo, 2011) - Род: †Montanalestes (Cifelli, 1999) - Род: †Murtoilestes (Averianov & Skutschas, 2001) - † - ознака за изумрли таксон |